# علم الأحافير الفقارية

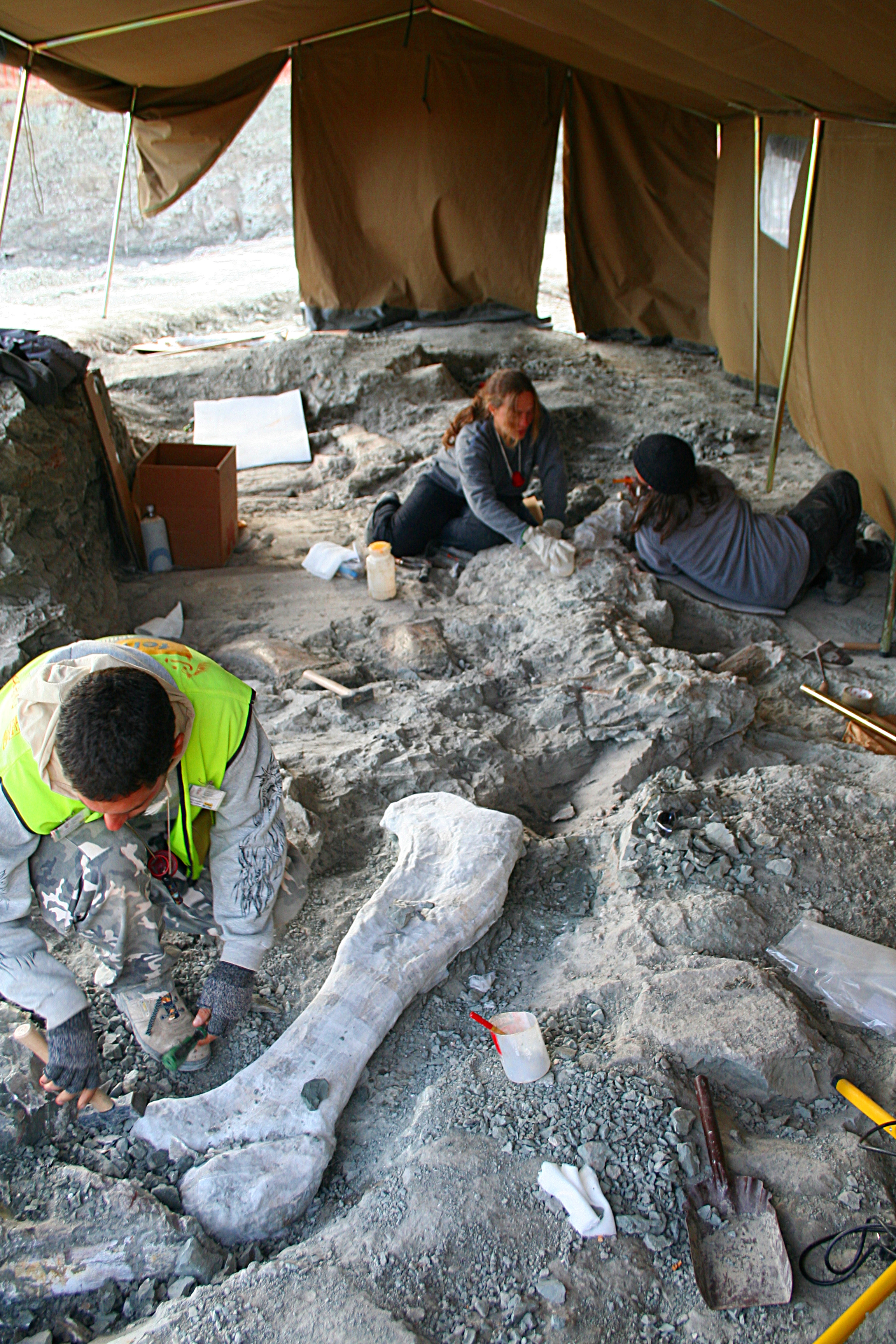
علماء حفريات يعملون في موقع «Lo Hueco» لمستحاثات ديناصورات في مدينة قونكة الإسبانية.

علم الأحافير الفقاريّة هو اختصاص فرعي من علم الأحياء القديمة يسعى إلى اكتشاف سلوك وتناسل وظهور الحيوانات ذات الحبال الظهريّة أو الفقرات المنقرضة من خلال دراسة البقايا المُتحجّرة. كما يحاول وصل حيوانات الماضي مع أقاربهم في العصر الحديث باستخدام الجدول الزمنيّ التطوريّ.
يُظهر السجلّ الأحفوريّ جوانب المسار التطوري المتعرّج ابتداءاً من الفقاريّات المائيّة المبكّرة وصولاً إلى الثديّيات، مع وجود مجموعة من الأحافير الانتقاليّة، على الرغم من وجود العديد من المناطق الفارغة في السجلّ حتّى الآن. أقدم الأحافير الفقاريّة المعروفة هي الأسماك المدرّعة بشكلٍ كبير، اكتشفت في صخور من العصرِ الأردوفيشيّ (حوالي 500 إلى 430 مليون سنة مضت). جلبَ العصرُ الديفونيّ (قبل 395 إلى 345 مليون سنة) التغييرات التي سمحت للأسماك البدائيّة التي تتنفس الهواء بالبقاء خارج المياه المدّة التي رغبتها وبذلك أصبحت أوّل الفقاريّات الأرضيّة، البرمائيات.
طوّرت البرمائيات أشكالًا من التكاثر والحركة ومن تفاعلات الاستقلاب أفضل للحياة على وجه الأرض بشكل خاصّ، واصبحت أكثر قدرة على الزحف. وظهرت الزواحف الكاملة في العصر الفحمي (قبل 345 إلى 280 مليون سنة).
جميع التغيّرات نحو الزحف والتكيّف مع النظام الغذائي البرّي ومع الجغرافيا مدوّنة ضمن السجلّ الأحفوري.
يتم سرد التغييرات الزواحف والتكيف مع النظام الغذائي والجغرافيا في السجل الأحفوري للأشكال المتنوّعة للزواحف شبه الثديّة therapsida. ظهرت الثدييات الحقيقية في العصر الترياسي (قبل 225 حتي 190مليون سنة) في نفس الوقت تقريبا الذي تواجدت فيه الديناصورات، التي ظهرت أيضا من سلالة الزواحف.
ظهرت الطيور لأوّل مرّة بين الديناصورات قبل 100 مليون سنة إلى 60 مليون سنة من الآن.

## التاريخ
كان عالم الحيوان الفرنسيّ جورج كوفييه (1769-1832) أحدَ الأشخاصِ الذين ساعدوا في فهم تطوّر الفقاريّات، فهو الذي أدركَ أن الأحافير الموجودة في طبقات الصخور القديمة تختلف اختلافًا كبيرًا عن الأحافير الحديثة أو الحيوانات الحديثة. نشر كوفييه النتائج التي توصّل إليها في عام 1812، وعلى الرغم من أنه دحض التطور بقوّة، إلّا أنّ عمله (في ذلك الوقت) قد أثبت النظريّة المتنازع عليها في انقراض الأنواع.
يعود الفضل في بدء علم الأحافير الفقارية في الولايات المتحدة إلى توماس جيفرسون من خلال قراءته لورقة بحثيّة للجمعية الأمريكيّة للفلسفة في فيلادلفيا عام 1797، حيث قدّم جيفرسون عظام أحفورية لحيوان كسلان الأرض عثر عليها في كهف في فرجينيا الغربية وأطلق عليه جنس (Megalonyx كسلان الأرض العملاق). تم تسمية هذا النوع في نهاية المطاف كسلان الأرض الجيفرسوني نسبةً له. تواصل جيفرسون مع كوفييه، حتّى أنّه قد أرسل له شحنة من عظام الصناجة الأمريكي (Mastodon) والماموث الصوفي.
بدأ علم الأحافير بشكل فعليّ من خلالِ نشرِ بحثٍ حولَ أحافيرِ الأسماك Recherches sur les poisons (1833-1843) من قبل عالم الطبيعة السويسريّ لويس أغاسيز (1807-1873)، حيث درس ووصف ووثّق فيه مئات الأنواع من أحفوريّات الأسماك، بادئاً بذلك الدّراسة الجادّة في حياة الحيوانات المنقرضة. وأصبحَت دراسة الحيوانات المنقرضة بعد نشر تشارلز داروين لكتابه أصل الأنواع في عام 1849 تقوم في إطار نظريّ. وفيما بعد تمّ القيام بالعديد من الأعمال لرسم خريطة العلاقة بين الكائنات الأحفوريّة والكائنات الحيّة الحاليّة، وكذلك تاريخها عبر الزمن.
في العصر الحديث، كتب ألفريد رومر (1894-1973) ما أطلق عليه لقب المرجع النهائيّ حول هذا الموضوع، وأطلق عليه اسم الأحافير الفقاريّة. يُظهر هذا المرجع تعاقب تطوّر الأسماك الأحفوريّة والبرمائيّات والزواحف من خلال التشريح المقارن، وتواجد في المرجع أيضاً قائمةً بجميع أجناس الفقاريّات الأحفوريّة المعروفة آنذاك. أصبح رومر أوّل رئيسٍ لجمعيّة الفقاريّات المتحجّرة القديمة في عام 1940، إلى جانب المؤسّس المشارك هوارد تشيو. قام روبرت لين كارول من جامعة ماكجيل ورئيس جمعيّة الفقاريات المتحجّرة القديمة لعام 1983 بتأليف كتاب حديث اعتُبِر تقليداً تحديثيّاً لمرجع رومر واعتبره كثيرون المرجعَ النهائي حول هذا الموضوع. تُبقي الجمعيّة آنفة الذكر أعضاءَها على اطّلاع دائم يآخر الاكتشافات من خلال النشرات الإخباريّة ومجلّة علم الأحافير الفقاريّة.

## التصنيف
يستخدم مخطّط تصنيف الفقاريات «التقليدي» التصنيف الحيوي التطوّري، حيث تكون العديد من الأصناف المدرجة في القائمة شبه عرقيّة، بمعنى أنّها أدّت إلى صنف آخر له نفس الرتبة. على سبيل المثال، تعتبر الطيور عمومًا من نسل الزواحف (الديناصورات سحليّات الورك على وجه التحديد)، ولكن في هذا المخطّط فإنّ كلاهما مصنّف في طائفة منفصلة. على الرغم من أنّ هذا المخطّط يوفّر نظرة عامّة ممتازة إلّا أنّه غير مقبول في التسميات التطورية.
لا يزال هذا المخطط الكلاسيكي مستخدماً في الأعمال التي تكون فيها الدراسة العامّة المنهجيّة ضروريّة، فاستخدمه على سبيل المثال مايكل جيمس بينتون عامBenton (1998)، وهيلديبراند وغوسلو Hildebrand and Goslow عام (2001) وكنوبيل ونيل Knobill and Neill عام 2006. على الرغم من ظهور معظم هذه المخطّطات في الأعمال العامّة، إلا أنها لا تزال تستخدم أيضًا في بعض الأعمال الاختصاصيّة مثل أعمال فورتوني وآل Fortuny & al عام 2001.
مملكة الحيوان
- شعبة الحبليات (الفقاريات)
  - طائفة  اللّافكّيّات (الأسماك عديمة الفكّ)
    - طويئفة مستديرات الفم (الأسماك المخاطية والجلكيات)
    - طويئفة قوقعيات الأدمة (الأسماك عديمة الفكّ المدرعة) †

  - طائفة الأسماك الغضروفية
    - طويئفة صفيحية الخياشيم الغضروفية
    - طويئفة الخرافيات

  - طائفة لوحيات الأدمة (الأسماك المدرعة) †
  - طائفة القرشيات شوكية †
  - طائفة الأسماك العظمية
    - طويئفة شعاعيات الزعانف
    - طويئفة لحميات الزعانف

  - طائفة برمائيات
    - طويئفة تيهيات الأسنان †
    - طويئفة ليبوسبونديلايات †
    - طويئفة برمائيات ملساء

  - طائفة زواحف
    - طويئفة لاقوسية
      - رتبة ممساكيات الخطم †
      - رتبة السلاحف

    - طويئفة مندمجات الأقواس
      - رتبة بليكوصور †
      - رتبة ثيرابسيد †

    - طويئفة عريضات الأقواس
      - رتبة عظائيات زعنفية †
      - رتبة إكتيوصور †

    - طويئفة ثنائيات الأقواس
      - رتبة التمساحيات
      - رتبة منقاريات الرأس
      - رتبة الحرشفيات
      - رتبة Thecodonts †
      - رتبة تيروصور †
      - رتبة سحليات الورك †
      - رتبة طيريات الورك †

  - طائفة الطيور
    - طويئفة الطيريات العتيقة (طيور بدائية شبيهة بالديناصورات مثل الأركيوبتركس) †
    - طويئفة الطيور
      - مسننات الفك العليا †
      - رتبة قديمات الفك العليا
      - رتبة حديثات الفك العليا

  - طائفة الثدييات
    - طويئفة وحشيات أولية
      - رتبة الكظاميات

    - طويئفة وحشيات
      - طائفة بعد الوحشيات الدُنيا
        - رتبة الشقبانيات

      - طائفة الوحشيات الحقيقية الدُنيا
        - رتبة آكلات الحشرات
        - رتبة الخفاشيات
        - رتبة المفترسات
        - رتبة اللواحم
        - رتبة مفردات الأصابع
        - رتبة مزدوجات الأصابع
        - رتبة الخرطوميات
        - رتبة غريبات المفاصل
        - رتبة الحيتانيات
        - رتبة القوارض
        - رتبة أرنبيات الشكل
        - رتبة الرئيسيات